# 阿卡迪亞 (加利福尼亞州)
阿卡迪亞又譯亚凯迪亚，是美國加利福尼亞州洛杉磯縣的一座城市，位於聖盖博山山脚、洛杉磯市中心東北处21公里。該市有著名的圣安妮塔公园和洛杉磯縣植物園。

## 地理
阿卡迪亚位於北緯34°8'，西經118°2'。
阿卡迪亚位於洛杉磯東北方约13.25英里（21公里）。该市东接蒙羅維亞、欧文代尔、梅弗劳尔村，西接帕萨迪纳、东帕萨迪纳、东圣盖博，南接天普市、北艾尔蒙地、艾尔蒙地，北接马德雷。總面積28.8平方公里（11.1平方英里）。其中，28.4平方公里（11.0平方英里）是陸地，0.3平方公里（0.1平方英里）即有1.08%是水面。

### 動物
洛杉磯縣立植物園位於阿卡迪亞市，以野生孔雀而闻名，常被華人稱為孔雀園，阿卡迪亚亦以孔雀作為市徽。

## 人口結構
根据阿卡迪亚於2020年的人口普查結果，全市共有56,681人。
阿卡迪亚在近25年經歷了一場巨大的人口變化。大約30年前，该市居民大部分由白人组成；現在，有近半數人口為亞裔背景。這種轉型與亞洲國家的財富增加並移民美國有著密不可分的關係。阿卡迪亚有很好的公立學校，這是許多中上階層亞裔移民家庭所追求的。他們希望子女在美國能接受優良的教育。
此外，阿卡迪亚已經有相當規模的亞裔移民社區和相對周邊較高的生活品質，這些也對其他地區的亞洲新移民家庭有吸引力。自1990年代初以來，越來越多的臺灣及其它亞洲移民企業-如大華超市、光華超市以及廣受歡迎的臺灣鼎泰豐皆陸續在亨廷頓大道以南、沿著鮑德溫街的一些小型商場和店面中出現。
華裔移民搬離了原先來美第一站，如洛杉磯華埠、蒙特利公園和阿罕布拉，進而遷往阿卡迪亚，以及臨近的聖瑪利諾、南帕薩迪納以及天普市。現在，部分來自中國大陸的人们也相继加入移民的行列，使阿卡迪亚的華裔人口持續成長。
阿卡迪亚學區的亞裔生已成為多數，幾乎達到三分之二。在2005-2006學年，阿卡迪亞高中的學生有 63-65％ 是亞裔，遠高於亞裔在該市的居民比例，而非拉丁裔的白人只占阿卡迪亚高中學生的 24-26％ ，這是因為亚市的白人平均年齡較高，許多家庭的子女已经畢業。
根据2022 年美国社区调查5年估计值，阿卡迪亚市共有19,412戶，總人口56,681人，其中有14,151戶是家庭，而人口密度為1865.6每平方公里（4830.0平方英里）。亚市有19,970居住單位，平均密度為702.2每平方公里 （1818.1平方英里）。白人占亚市的 45.58％ ，非洲裔占 1.13％ ，美洲原住民占 0.25％ ，亞裔占　45.41％ ，太平洋島民占0.08％，其他種族占 4.16％，由兩個或兩個以上的血統者占3.39％。而無論任何種族（膚色）的西班牙語裔或拉丁美洲裔居民占　10.61％　。亚市的家庭年收入中位數為是144,370美元，其中男性中位數為93,668美元，女性為49,372美元。。
亞裔目前為阿卡迪亚的第二大族裔，即將超越白人成為该市的第一大族群。截至2014年，有三位華人成功當選市議員席位，分別是已卸任的張勝雄、現任市長鄂志超，以及戴守真。

## 歷史
阿卡迪亚的印第安部落歷史超過三千年，但西班牙在今日的聖蓋博市建立宣教站後，印第安人被西班牙人控制與奴役。在昔日墨西哥統治時居住在聖塔安尼塔牧場的印第安人被稱為Aleupkigna 或是Aluupkenga，他們皆因染上了歐洲人帶來的疫病而很快的整個民族死亡殆盡。
阿卡迪亚原是聖塔安尼塔牧場的一部分，而聖塔安尼塔牧場是聖蓋博宣教站的財產。在1839年，蘇格蘭移民雨果·里德買進大塊阿卡迪亚的土地，在1852年里德在一系列的信件中詳細的描述了土著。里德並曾在1849年擔任加利福尼亚州立憲的代表。以後地產數次轉手，1875年幸運·鮑德溫以$200000美元（每英畝$25美元）買進大塊包括阿卡迪亚的土地。當時他目睹這片橡樹蔭下綠意盎然的土地，讚嘆為天堂。鮑德溫開始規劃農地、果園、農場等，並建築旅館。1903年人口500的阿卡迪亚經過法律程序正式成為市。

## 政府

### 市政府
市政府有五位民選兼職市議員，依資歷相互推選正、副市長各一名。實際主導城市建設的是外聘的「市政經理」。

### 州與聯邦
在加利福尼亞州議會中，阿卡迪亚属第22州参議院選區和第49眾議院選區。
在美國眾議院中阿卡迪亚隶属加利福尼亞第27國會選區，在库克党派倾向指数上为D +11的选区 ，众议员为赵美心。

## 公共交通
搭乘轨道交通可避开洛杉矶拥堵的路况与停车难问题。洛杉矶轻轨L线（原称金线）设有阿卡迪亚站，从该站坐轻轨到帕萨迪纳市中心的纪念公园站仅需12分钟，到位于洛杉矶市中心的洛杉矶唐人街和联合车站约半小时。关于洛杉矶的轻轨和地铁，请参阅洛杉矶轨道交通。
由洛杉矶郡都会运输局（LA Metro）运营的Metro Local 79路运行于Huntington Dr.，经Mission Rd到洛杉矶市中心，途径Westfield Santa Anita，亨廷顿图书馆，聖瑪利諾等地。从阿卡迪亚坐79路到洛杉矶市中心约50分钟。79路发车间隔为工作日30分钟一班，周末约40-45分钟一班。
另有Metro Local 264，267， 268路，Metro Express 487路服务阿卡迪亚，具体请在LA Metro官网 （页面存档备份，存于）查询。
Foothill Transit运营的187路经Huntington Dr.横穿阿卡迪亚，途经Citrus College, Old Town Monrovia, Westfield Santa Anita购物中心,Hastings Village购物区， 帕萨迪纳城市学院（Pasadena City College）, Old Town Pasadena等重要地点。187路发车间隔为工作日15-20分钟一班，周末每半小时一班。具体巴士或轨交线路及班次信息可用Transit App，谷歌地图和Foothill Transit官网 （页面存档备份，存于）查询。
包括LA Metro和Foothill Transit在内的大洛杉矶地区所有公交公司（但不包括Metrolink南加州都会铁道）均可使用TAP Card交通卡支付车票。

## 教育

### 公立學校
阿凱迪亞聯合學區有一所高中——阿卡迪亞高中，三所初中——第一街初中，理查·亨利·德納初中，和山麓初中，以及六所小學——鮑德溫·史托克小學，卡彌諾·格羅夫小學，高地橡樹小學，冬青街小學，雨果·里德小學和朗雷路小學。

### 2009年和2010年加州最適合養育孩子城市
美國《商業週刊》（Business Week）評選出「2009年最適合養育孩子城市」名單，阿卡迪亞市成為全美最適育兒城市之一 。2010年亞市再度蟬聯全美最適合養育孩子城市，在加州排名第一，而全美排名第五。

## 醫院
1957年5月27日，佔地22英畝有460張病床的阿卡迪亞美以美醫院從繁華的洛杉磯市遷入阿卡迪亞市中心。這醫院是1984年奧運會時的大會醫院之一。其後更名為南加州美以美醫院，爾後再度更名為美以美醫院。在1998年，新建的伯傑大樓落成，增加了169張病床。 美以美醫院在2006年又再度改造和擴充。

## 著名居民
- NBA亚洲第一人王治郅曾在阿卡迪亞市居住，并结婚生子。当时他效力于洛杉矶快船队，2002-2004赛季。
- 歌手陳以桐居住於此
- 歌手關淑怡早年曾在阿卡迪亞高中就讀。
- 歌手陶喆曾在阿卡迪亞高中就讀。
- 歌手陳嘉唯曾在阿卡迪亞高中就讀。
- 藝人李連杰和妻子利智曾在阿卡迪亞市居住。
- 長洲未来，日裔花式滑冰選手; 2007年世界青年亞軍，2008年美國女性的國家花式滑冰冠軍，曾在阿卡迪亞高中就讀，後因比賽生涯轉讀網上函授學校。
- Julia Hsu，女演員，與成龍和克里斯·塔克在火拼時速影片中演出被綁架的女孩“秀容”。
- Peter I. Chang 藝術家和電影製片人。
- 韓團GOT7成員段宜恩。
- 韩团1ELASTIN成员金瑞恩。
- 抗戰名著《滾滾遼河》作者紀剛(本名趙岳山)，2017年3月7日於此地辭世,享壽97歲．

## 姐妹城市
- 紐卡斯爾 阿卡迪亞因此有一紐卡斯爾公園，紐卡斯爾亦有一阿卡迪亞公園。

## 相片

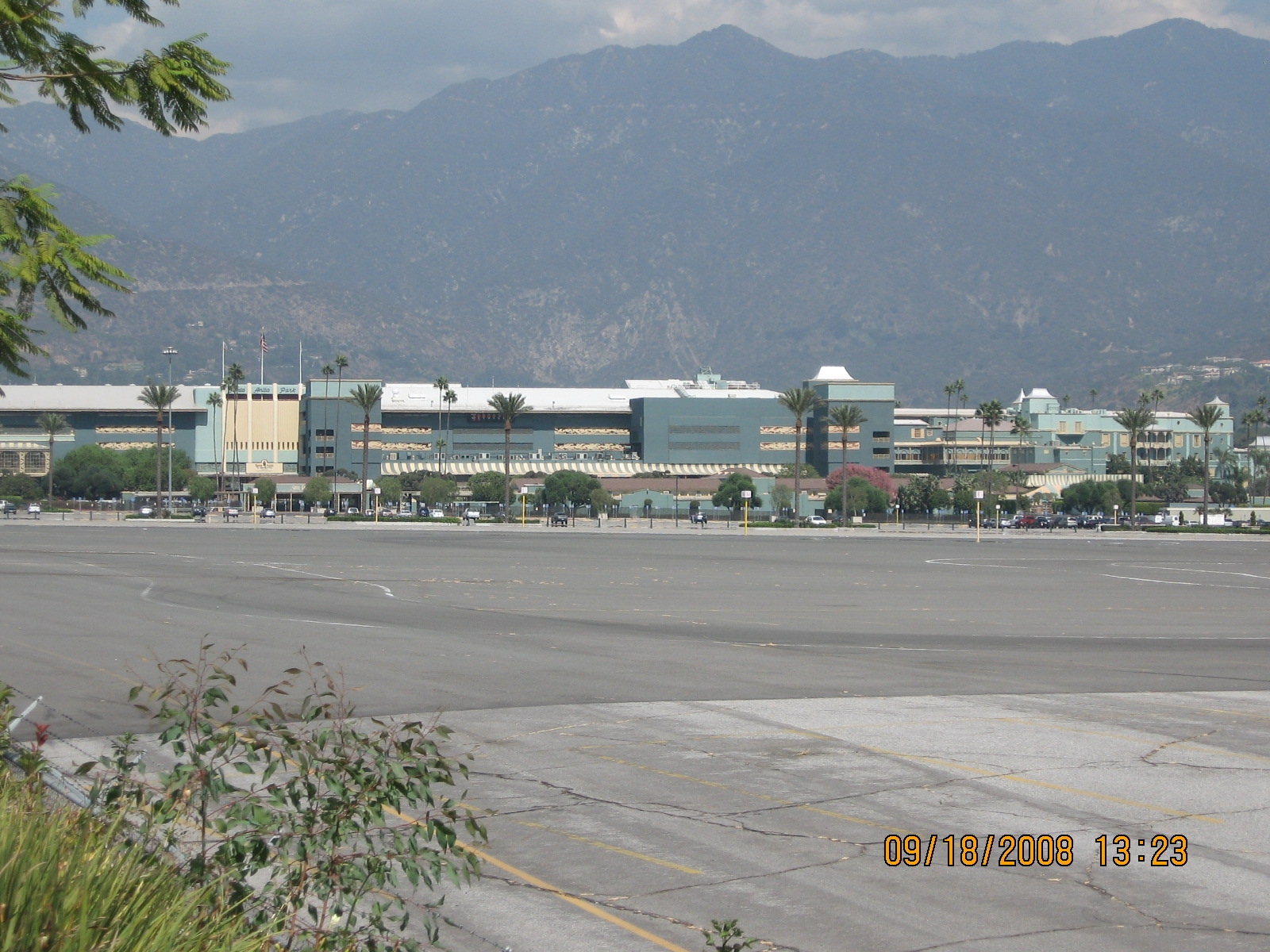
聖塔安尼塔公園跑馬場 背景是聖蓋博山
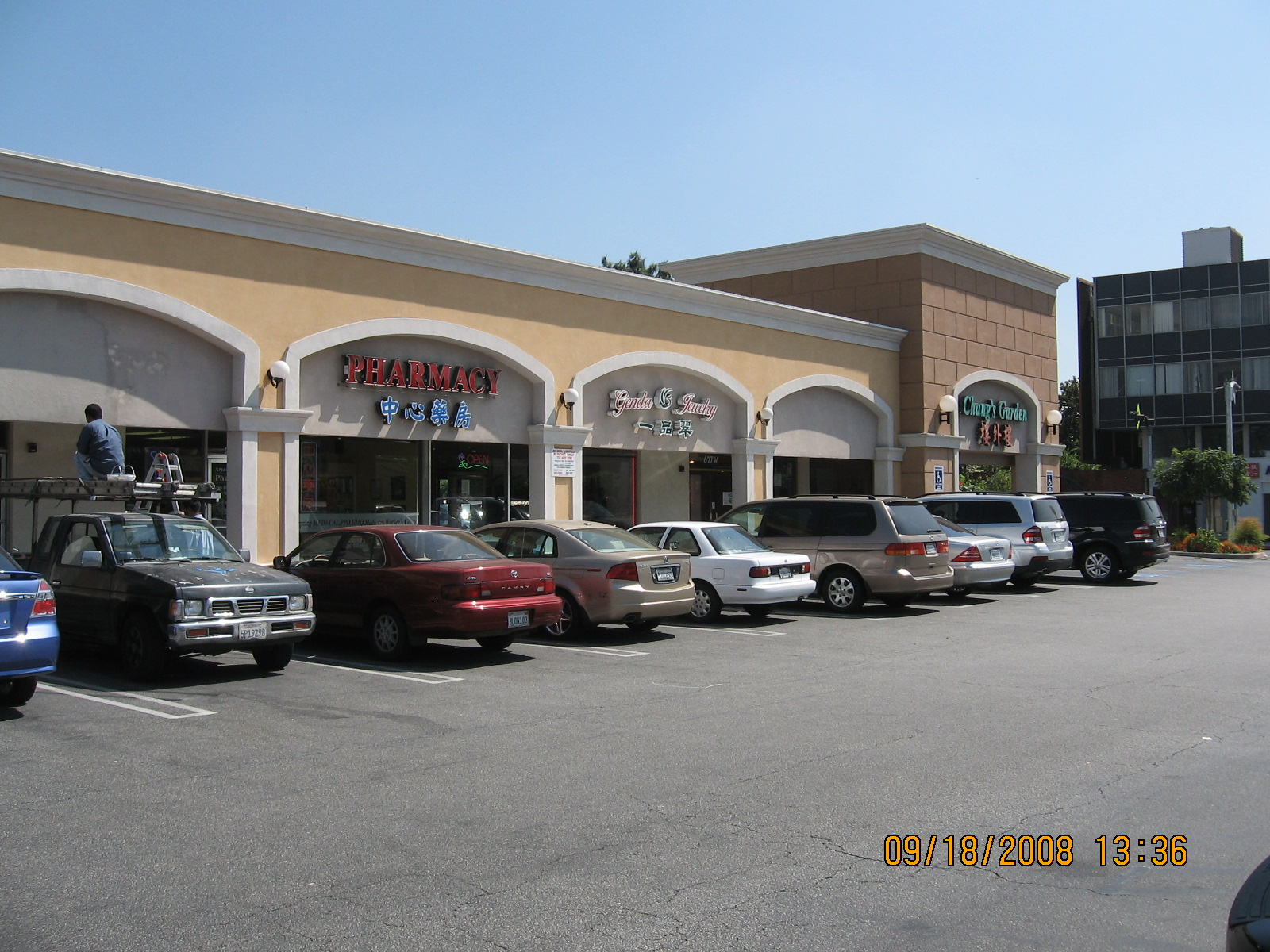
阿卡迪亞市移民的店舖
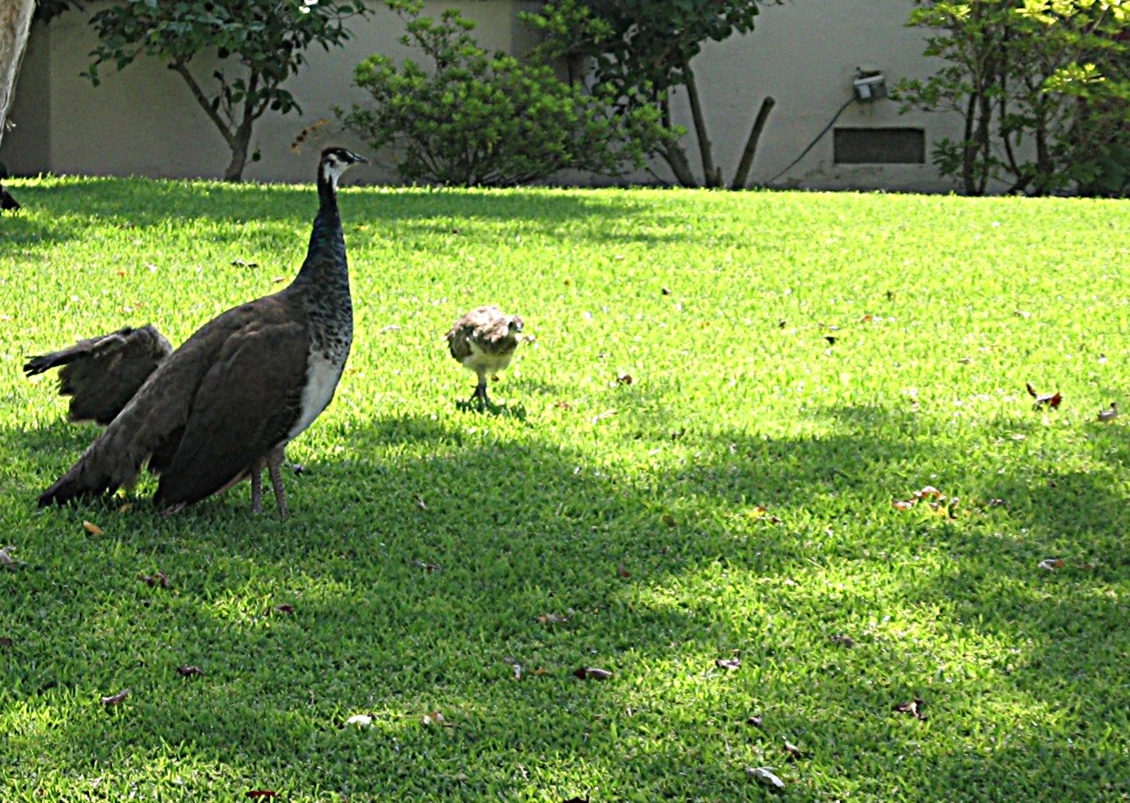
阿卡迪亞的孔雀園住宅區
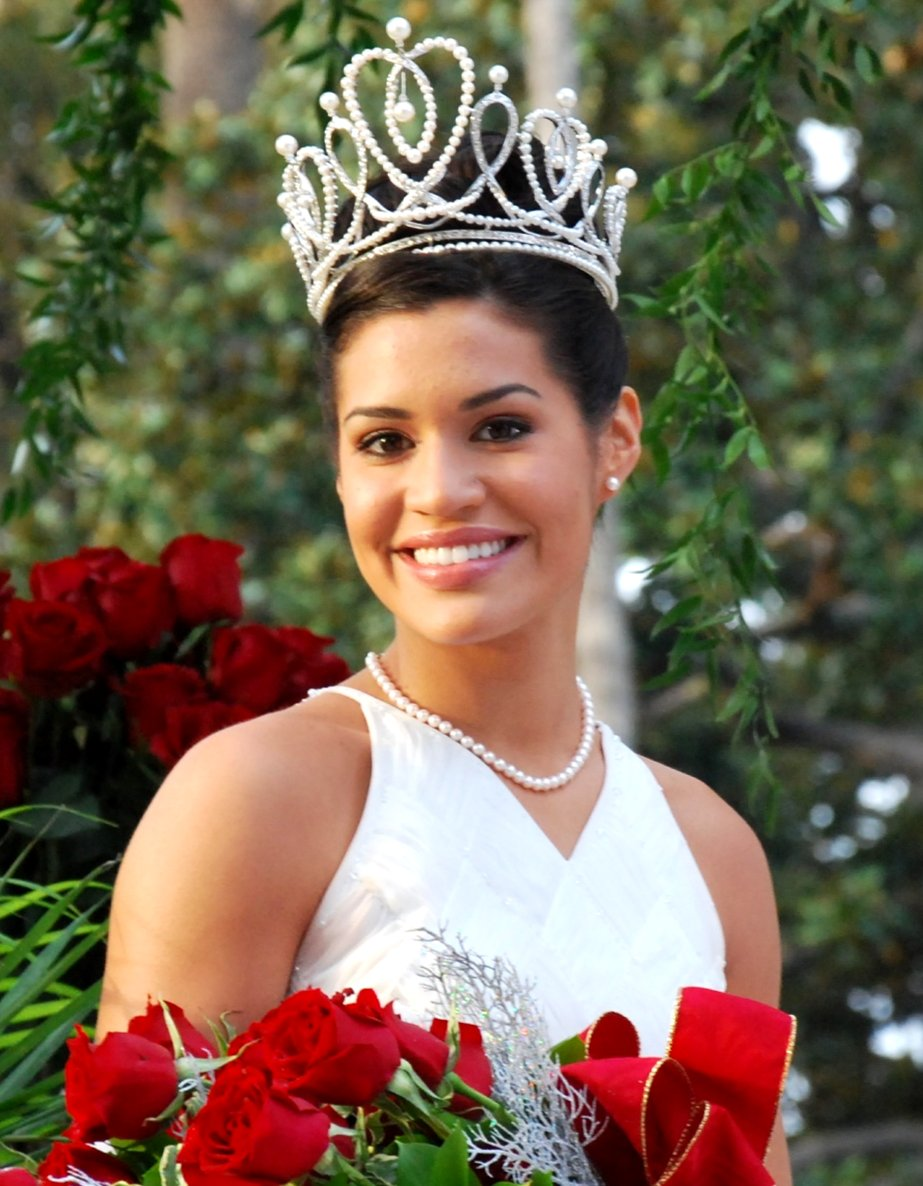
达斯提·吉布斯（Dusty Gibbs）， 2008年玫瑰花車遊行的玫瑰皇后
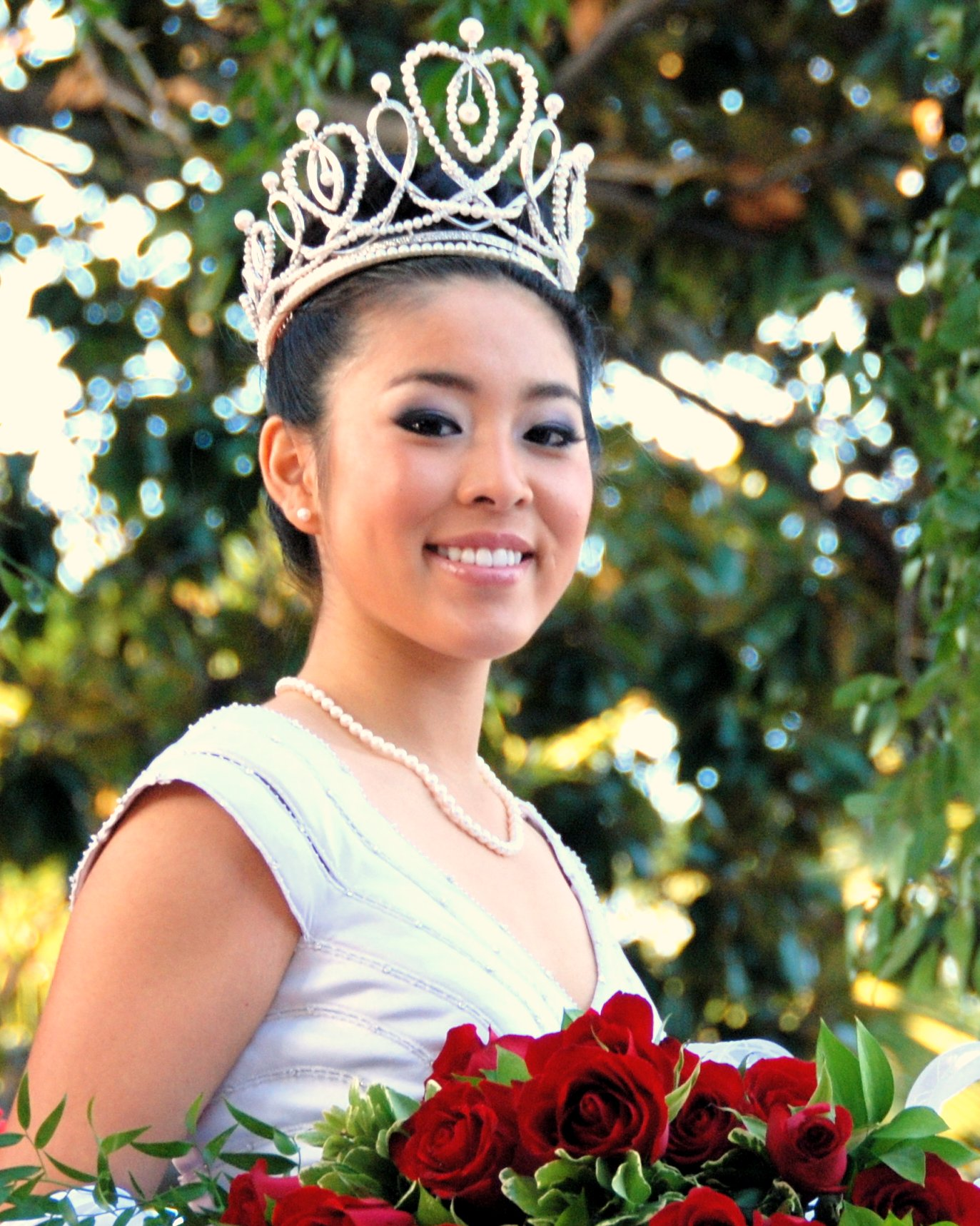
李君慧（Courtney Lee）， 2009年玫瑰花車遊行的玫瑰皇后

## 外部連結
- City of Arcadia official website（页面存档备份，存于）
- Arcadia Police Officers' Association official website（页面存档备份，存于）
- Arcadia's Best （页面存档备份，存于）
- Arcadia Invitational - U.S. High School Track and Field Meet (Arcadia Invitational)
- Arcadia Unified School District website
- Arcadia High School website
- Los Angeles County Arboretum and Botanical Garden official website（页面存档备份，存于）
- Page about movies and television shows filmed at the Los Angeles State and County Arboretum
- Westfield Santa Anita （页面存档备份，存于）
- Arcadia Snapshot, CNN & Money Magazine （页面存档备份，存于）
- My Arcadia News
- 阿卡迪亞市華人協會 （页面存档备份，存于）
- 阿卡迪亞高中華裔家長會